# HD 39421
HD 39421，又名BD-09 1255，SAO 132603、HR 2039，是一颗恒星，视星等为5.97，位于銀經214.41，銀緯-17.25，其B1900.0坐标为赤經5h 47m 21.7s，赤緯-9° -17.25′ 4″。